# Aron Ra
Aron Ra (Kingman (Arizona), 15 oktober 1962) is de president van de Atheist Alliance of America, host van de Ra-Men Podcast, een publieke spreker, videoproducent, blogger en vlogger. Voor zijn verkiezing tot president van de AAA was hij de directeur van de Texaanse afdeling van American Atheists. Voorts noemt Aron zichzelf ook een feminist.

## Biografie
Aron Ra werd geboren in Kingman, Arizona en gedoopt als mormoon. Hij zegt echter dat hij zichzelf als kind nooit als mormoon beschouwde, omdat hij er niet genoeg van wist om een verantwoorde keuze te maken over wat hij zou moeten geloven. Hij studeerde paleontologie in Dallas.
Hij is een criticus van het creationisme en bevordert wetenschapsonderwijs in Texaanse scholen. Aron Ra heeft gepleit voor het opnemen van evolutie in schoolboeken tijdens de hoorzitting over het Texas Science Textbook.
Aron Ra heeft gesproken op Skepticon 6 (2013) en samen met Matt Dillahunty kwam hij voor in documentaire My Week in Atheism (2014) van regisseur John Christy. Samen met Dillahunty en Seth Andrews hield hij de Unholy Trinity Tour ("Onheilige Drie-eenheidtoer") in de Verenigde Staten in 2014, waarmee ze in 2015 ook door Australië toerden. In april en mei 2015 reisde Aron Ra door Europa en sprak onder meer op QED: Question, Explore, Discover in Manchester, bij De Vrije Gedachte in Utrecht en bij Skepsis Norge in Oslo.
Hij heeft geblogd bij Freethought Blogs als "Ace of Clades" samen met zijn vrouw Lilandra. In 2015 verhuisden ze naar het blognetwerk Patheos. Hij ondersteunt zijn activisme middels Patreon, waarmee hij ook het Phylogeny Explorer Project lanceerde, waarvan het databaseontwerp door Adrian Jerome Wright werd gedaan.
In 2016 nam Aron Ra een interview op voor de documentaire Batman & Jesus (2017) van Jozef K. Richards. Hetzelfde jaar publiceerde hij zijn eerste boek, Foundational Falsehoods of Creationism, gebaseerd op de gelijknamige videoserie waarmee hij voor het eerst bekendheid verwierf.

## Persoonlijk
Aron Ra heeft een zoon. Hij ontmoette Lilandra op het discussieforum Christian Forums, waar Aron creationisten uitdaagde dat als hij "naar hun tevredenheid kon bewijzen dat evolutie in essentie waar is, ze evolutionist zouden worden." Lilandra accepteerde de uitdaging en organiseerde een debat tussen Aron en enkele christelijke evolutionisten enerzijds en enkele christelijke creationisten anderzijds, waarna ze evolutie accepteerde. Enige tijd later verloor ze ook haar geloof toen ze evolutie niet kon verzoenen met de Bijbel. Lilandra motiveerde Aron om ook politiek actief te worden. In 2009 trouwde Aron met Lilandra (die 'Ra' als pseudonieme familienaam aannam).

## Werken
- Ra, Aron (2016). Foundational Falsehoods of Creationism. Pitchstone Publishing, Durham. ISBN 978-1634310789. Gearchiveerd op 7 augustus 2021.